# Arzawa

Arzawa şi Imperiul Hitit

Arzawa a fost un regat antic din sud-vestul Anatoliei de-a lungul râului Menderes între secolul al XV-lea î.Hr. și secolul al XII-lea î.Hr., având capitala la Apasa.
Arzawa a fost principalul inamic vestic al Imperiului Hitit până la cucerirea acestuia de către regii Suppiluliuma I și Mursili al II-lea.

## Istoric
Capitala acestui stat anatolian a fost orașul Apasa, conform scrierilor hitite, oraș ce corespunde cu orașul grec de mai târziu, Efes.
Apogeul regatului este situat între secolul al XV-lea î.Hr. și al XIV-lea î.Hr. Scrisorile de la Amarna ne confirmă alianța sa cu Egiptul Antic. În scrisorile cu numerele 31 și 32, Tarhundaradu, domnitorul Arzuwei și faraonul Amenophis al III-lea poartă o corespondență despre viitoarele planuri militare și comerciale.
În jurul anului 1300 î.Hr., regii hitiți Suppiluliuma I și Mursili al II-lea cuceresc acest stat, organizându-l astfel:
- Happala;
- Mira (Caria);
- Teritoriul râului Seha (Lidia).

După colapsul imperiului hitit, statele neo-hitite din vestul Anatoliei (fosta Arzawa) își urmează separat istoria față de cele din est. Regatul neo-hitit, Lidia, va unifica fostele teritorii ale statului Arzuwa sub conducerea lui Alyattes al II-lea în secolul al VII-lea î.Hr.